# Реана-дель-Рояле
Реана-дель-Рояле (італ. Reana del Rojale, вен. Reana del Rojałe) — муніципалітет в Італії, у регіоні Фріулі-Венеція-Джулія,  провінція Удіне.
Реана-дель-Рояле розташована на відстані близько 480 км на північ від Рима, 75 км на північний захід від Трієста, 10 км на північ від Удіне.
Населення — 5014 осіб (2014).

## Демографія
Населення за роками:

Станом на 1 січня 2023 року в муніципалітеті офіційно проживало 277 іноземців з 41 країни, серед них 115 громадян країн Євросоюзу та 20 громадян України.

## Сусідні муніципалітети
- Німіс
- Поволетто
- Тарченто
- Таваньякко
- Тричезімо
- Удіне